# Castello di Baselica
Das Castello di Baselica ist eine mittelalterliche Niederungsburg in der gleichnamigen Siedlung in der Nähe von Settima, einem Ortsteil von Gossolengo in der italienischen Emilia-Romagna. Das Gebäude liegt in der Poebene, wenige Kilometer entfernt von Fluss Trebbia.

## Geschichte
Der Ort, in dem die Burg liegt, erhielt ihren Namen von einer ländlichen Basilica aus antiker Zeit, aber die Burg wurde später errichtet; sie entstand im Auftrag von Nicolino Tedeschi, der am 2. Dezember 1400 die Erlaubnis dazu vom Herzog von Mailand, Gian Galeazzo Visconti, erhielt. 1486 erhielt Daniele I. Tedeschi von Gian Galeazzo Maria Visconti die Investitur in die Burg und den Grafentitel.
Anfang des 16. Jahrhunderts gelangte die Burg zusammen mit der von Corano in die Hände des Zweiges Riva e Montesanto der Familie Anguissola als Folge der Heirat von Beatrice Radini Tedeschi und Gian Giacomo Anguissola.
1514 wurde sie von einigen tausend Soldaten in Diensten der Ghibellinen aus Piacenza angegriffen und geplündert, die sich während und nach dem Angriff mit Schande befleckten. Am 31. Dezember 1526 wurde die Burg erneut von Landsknechten unter der Führung von Roberto Sanseverino attackiert. Die Burg, die dann in Händen der Liegenschaftsverwaltung der Farneses war, wurde im März 1570 Graf Ludovico Radini Tedeschi zugesprochen. Später ging ein Teil davon durch einen Erbfall in den Besitz der Familie Piombino Appiani di Aragona über, die 1675 als Miteigentümer geführt waren.
Später wurde die Burg in einen Bauernhof umgewandelt und in der zweiten Hälfte des 20. Jahrhunderts gehörte sie den Familien Rezzoagli, Mazza und Repetti.

## Beschreibung
Das Gebäude, das in einem bedenklichen Erhaltungszustand ist, entstand in verschiedenen Bauphasen, aber dies stört laut dem Architekten Carlo Perogalli nicht die Einheit der Formen, die den Komplex bilden.
Die Burg hat einen rechteckigen Grundriss und ihr Innenhof ist von vier Baukörpern umgeben, die mit Türmen versehen sind, die gegenüber der Kurtine leicht vorspringen. Sowohl die Türme als auch die Außenmauern der Baukörper sind gegen den ursprünglichen Burggraben, der später unterbrochen wurde, leicht angeschrägt. An der Süd- und der Ostfassade gibt es drei Reihen ghibellinische Zinnen, die an verschiedenen Stellen in die Mauer integriert sind, im unteren Teil der Mauer, in ihrem oberen Teil und schließlich direkt unter dem Dach, das sich auf die Mauern stützt. Diese Zinnen bezeugen aufeinanderfolgende, aber vermutlich zusammenhängende Aufstockungen zu verschiedenen Zeiten.
An der Südfassade, an dem Baukörper, der zu Wohnzwecken diente, finden sich oberhalb der Zinnen verschiedene große Spitzbogenfenster nach dem Geschmack des 15. Jahrhunderts, einige davon zugemauert. An der gegenüberliegenden Fassade desselben Baukörpers gibt es große Fenster gleicher Machart zum Innenhof hin, dort, wo ursprünglich ein Empfangssalon gedacht gewesen sein muss, der jedoch nie fertiggestellt wurde. Der gesamte Innenhof, der im Vergleich zum ursprünglichen Aussehen bedeutend verändert wurde, hat eine Galerie, die auf Konsolen ruht. Auf der Westseite gibt es einige Spuren der ursprünglichen Zugbrücke. Auf der Nord- und der Westseite sowie am Turm dazwischen erkennt man einige Elemente, die an eine Umwandlung der Burg in eine Adelsresidenz denken lassen, die jedoch nicht durchgeführt wurde.
Bis 1880 war der gesamte Komplex mit einer weiteren Wehrmauer umgeben, die Zinnen und Schießscharten besaß und vermutlich von einem zweiten Burggraben umgeben war. An diese Mauer wurden ab diesem Jahr verschiedene landwirtschaftliche Gebäude angebaut.
Die Innenräume sind gegenüber der Bauzeit der Burg in besonderem Maße verändert worden: Für 1680 ist ein Altarraum verzeichnet, der im Erdgeschoss lag und in den „eine Kapelle aus geschnitztem Holz, gemalt auf den Wänden“ eingebaut war; heute gibt es davon keine Spur mehr.